# Rex (serie televisiva)
Rex è una serie televisiva poliziesca di produzione italiana, per la regia di Andrea Costantini e Marco Serafini, sequel delle avventure della serie austriaca Il commissario Rex. 

## Produzione
La prima stagione è stata prodotta dalla Beta Film GmbH e dalla Leader Production SRL; oltre alla ORF, vi hanno lavorato anche Rai e in parte Telecinco. Le riprese si sono svolte nel 2007, mentre la messa in onda è avvenuta su Rai 1 dal 29 gennaio al 19 febbraio 2008. I protagonisti sono il commissario Fabbri (interpretato da Kaspar Capparoni) e l'ispettore Giandomenico Morini (interpretato da Fabio Ferri).
Le riprese della seconda stagione sono iniziate il 3 marzo 2008, mentre la messa in onda è avvenuta su Rai 1 dal 17 marzo al 13 aprile 2009.
Le riprese della terza stagione si sono svolte tra febbraio e settembre 2009. È andata in onda in prima visione in Germania dal 10 luglio al 25 settembre 2010 su ZDF, mentre in Italia dal 14 giugno al 19 luglio 2011, pur essendo inizialmente prevista per il 12 aprile 2010. Dopo questa stagione l'ispettore Giandomenico Morini chiede il trasferimento a Milano e non affiancherà più Fabbri.
La quarta stagione vede un cambio di protagonista: al commissario Fabbri, che esce di scena dopo i primi due episodi, si sostituisce Davide Rivera, interpretato da Ettore Bassi, al quale si affianca Domenico Fortunato nel ruolo dell'ispettore Alberto Monterosso. La stagione è stata trasmessa in Russia dal 3 novembre all'11 novembre 2011, mentre la messa in onda in Italia è stata spostata su Rai 2 e, pur essendo prevista per il 7 dicembre 2011, è slittata di due anni iniziando l'8 marzo 2013. Inspiegabilmente, la programmazione salta i primi due episodi, Ombre e In mezzo ai lupi, che vedevano l'uscita di scena di Lorenzo Fabbri, mandando in onda solo gli ultimi minuti del secondo episodio, nei quali si assiste alla morte del commissario, come parte del terzo episodio Gioco sottobanco. I due episodi in questione sono stati poi trasmessi il 7 giugno 2013.
Le riprese della quinta stagione, che vede come guest star Luca Ward, si sono svolte dal 29 marzo al 18 ottobre 2011, mentre la messa in onda italiana è cominciata su Rai 2 il 12 aprile 2013 alla fine della stagione precedente.
Le riprese della sesta stagione si sono tenute dal 5 luglio 2012 a marzo 2013: il commissario Rivera viene sostituito da Marco Terzani, interpretato da Francesco Arca, mentre Domenico Fortunato resta nel ruolo di Alberto Monterosso. La messa in onda in Italia è avvenuta dal 24 febbraio al 24 marzo 2014 su Rai 2. Di seguito a questa stagione è stato girato un episodio speciale di 95 minuti ambientato a Merano, intitolato L'era glaciale, con Jürgen Maurer nei panni del commissario Andrea Mitterer, puntata pilota volta ad analizzare la risposta del pubblico per valutare se spostare l'ambientazione della serie in Alto Adige, cosa alla fine non avvenuta. L'episodio è andato in onda il 14 novembre 2015 su Rai 2.
Le riprese della settima stagione si sono tenute dal 30 settembre 2013 al 23 gennaio 2014, con regia dei Manetti Bros. Terzani e Monterosso vengono spostati in un altro commissariato, dove si ritrovano a lavorare con una nuova squadra formata dal primo dirigente Annamaria Fiori (Alessia Barela), dall'ex poliziotto psicologo in sedia a rotelle Carlo Papini (Massimo Reale), dall'informatica Laura Malforti (Francesca Cuttica), dall'agente della scientifica Giorgio Vettori (Marco Mario de Notaris) e dal medico legale Sonia Randalli (Daniela Piperno). Gli ultimi due episodi sono stati girati in Puglia, mentre la stagione è andata in onda dal 31 marzo al 5 maggio 2014 su Rai 2.
L'ottava stagione è andata in onda su Rai 2 dal 6 marzo 2015, ma dopo cinque episodi è stata sospesa. I nuovi episodi inediti sono stati trasmessi a partire dal 29 maggio seguente, concludendosi il 19 giugno 2015. La Rai ha dichiarato di non avere intenzione di produrre altre stagioni.

## Personaggi e interpreti
- Rex (stagioni 1-8). Cane poliziotto e protagonista della serie che affianca il commissario, spesso lo si trova alle prese con frequenti prove di abilità: scherza, apre porte, spinge portavivande, individua narcotici e cadaveri, esattamente nel momento in cui è necessario il suo intervento. Nelle prime stagioni, il cane dimostra di essere particolarmente goloso di porchetta di Ariccia.
- Lorenzo Fabbri (stagioni 1-4), interpretato da Kaspar Capparoni. Figlio di un'austriaca e di un italiano, dopo la separazione dei genitori ha vissuto per un breve periodo a Vienna insieme alla madre, per poi tornare in Italia: qui ha studiato legge ed è entrato in polizia diventando commissario. Malgrado una certa aria da duro, è una persona incline all'ironia e un grande appassionato di musica. Piace molto alle donne, ma tende a evitare le storie serie. Esce di scena alla fine del secondo episodio della quarta stagione morendo nell'esplosione di un'auto.
- Davide Rivera (stagioni 4-5), interpretato da Ettore Bassi. Prende il posto di Lorenzo Fabbri come commissario dopo la sua morte. Ex militare, ha un carattere forte ed è dotato di grande determinazione, ma è una persona semplice a cui non manca mai un po' di ironia. Ha perso i genitori da giovane e ha ottimi rapporti con tutti i suoi colleghi e i suoi superiori, anche se talvolta Gori non approva i suoi metodi. Scherza spesso assieme a Maddalena, medico legale di cui è amico.
- Marco Terzani (stagioni 6-8), interpretato da Francesco Arca. È il vicequestore aggiunto che prende il posto di Rivera. Di origini toscane, schietto e buongustaio, ha trascorso gli ultimi anni in Sud America dedicandosi alla lotta al narcotraffico. Abituato a lavorare sul campo sotto copertura, non esita a infiltrarsi per accelerare il processo d'indagine ed è un appassionato di arti marziali.
- Giandomenico Morini (stagioni 1-3), interpretato da Fabio Ferri. Ispettore, lavora insieme a Lorenzo Fabbri da otto anni. All'inizio, vista la sua timidezza, nessuno lo aveva preso troppo sul serio, e così per molti mesi aveva svolto solo lavoro di ufficio. È il bersaglio preferito sia delle battute di Lorenzo, sia degli scherzi di Rex, ma non se la prende mai. Molto spesso ha nei confronti di entrambi un atteggiamento estremamente protettivo. Ha un pesciolino rosso di nome Filippo apparso più volte nella serie. Lo aveva preso per avere un animale come il suo collega. Il nome del pesce viene da Filippo Gori, il capo di Morini tenuto nascosto con il nome "Filiberto" ma alla fine il capo di Morini scopre il vero nome del pesciolino. Alla fine della terza stagione viene trasferito a Milano.
- Alberto Monterosso (stagioni 4-8), interpretato da Domenico Fortunato. È il nuovo ispettore che sostituisce Giandomenico Morini. Ed è forte serio nel suo lavoro e spesso scherza con i suoi colleghi.
- Katia Martelli (stagioni 1-6), interpretata da Pilar Abella. Ispettore della squadra scientifica, è attratta da Lorenzo Fabbri, che però la evita. È una donna molto dolce, quasi insicura nella vita privata, mentre è efficiente e professionale sul lavoro.
- Filippo Gori (stagioni 1-8), interpretato da Augusto Zucchi. Capo di Lorenzo Fabbri, è un uomo forte e sicuro di sé. Apprezza la bravura investigativa di Fabbri, ma sopporta a fatica che faccia di testa sua, mentre non apprezza i metodi di Rivera. Odia gli animali in genere e i cani in particolare, ma inizia a cambiare idea dopo aver incontrato Rex. Alla fine della sesta stagione Terzani, Rex e Monterosso vengono trasferiti in un altro commissariato della città e Gori esce di scena, ma torna a volte ad aiutarli.
- Erika Hedl (stagione 1), interpretata da Denise Zich. Erika Hedl, del commissariato di Vienna, aiuta Lorenzo Fabbri nei primi due episodi della prima stagione in un caso che coinvolge l'Italia e l'Austria. È una donna bella e attraente che sostituisce il commissario Marc Hoffmann.
- Tommaso Bizzarri (stagioni 4-5), interpretato da Sergio Zecca. È un ispettore del commissariato di Roma molto amico di Monterosso.
- Maddalena De Luca (stagione 5), interpretata da Chiara Gensini. Collega di Tommaso Bizzarri e patologo, compare nella quinta stagione e ha buoni rapporti con Davide Rivera, che sfida spesso in modo amichevole e divertente.
- Paolo Miano (stagione 5), interpretato da Luca Ward. È un commissario che compare nella quinta stagione. Da tanti anni è alla ricerca di un criminale soprannominato "il Grigio".
- Gloria (stagione 6), interpretata da Gilda Postiglione Turco. È il medico legale che prende il posto di Maddalena e compare nella sesta stagione.
- Annamaria Fiori (stagioni 7-8), interpretata da Alessia Barela. è il primo dirigente del commissariato romano dove Marco Terzani, Alberto Monterosso e Rex si trasferiscono sostituisce Filippo Gori.
- Carlo Papini (stagioni 7-8), interpretato da Massimo Reale. è un ex agente di polizia, ora psicologo ed esperto criminologo.
- Laura Malforti (stagioni 7-8), interpretata da Francesca Cuttica. un ispettore della polizia. Si occupa della parte informatica, e riesce a trovare qualsiasi cosa le venga chiesto in poco tempo.
- Giorgio Vettori (stagioni 7-8), interpretato da Marco Mario de Notaris. un esperto forense e criminologo italiano. Lavora nella Polizia Scientifica.
- Sonia Randalli (stagioni 7-8), interpretata da Daniela Piperno. una scienziata forense italiana.
- Paolo Tarantini (stagioni 7-8), interpretato da Giovanni Calcagno. è un criminale, nemico giurato di Terzani e Rex.

## Episodi
Le stagioni dalla prima alla terza furono trasmesse in prima visione su Rai 1. Le successive furono trasmesse in prima visione su Rai 2. L'intera serie è stata trasmessa in replica da Rai Premium e da Rai 3.
| Stagione         | Episodi | Prima TV Italia |
| ---------------- | ------- | --------------- |
| Prima stagione   | 8       | 2008            |
| Seconda stagione | 12      | 2009            |
| Terza stagione   | 12      | 2011            |
| Quarta stagione  | 12      | 2013            |
| Quinta stagione  | 12      | 2013            |
| Sesta stagione   | 12      | 2014-2015       |
| Settima stagione | 12      | 2014            |
| Ottava stagione  | 12      | 2015            |

## Colonna sonora
Il tema principale della serie è una composizione di Pivio e Aldo De Scalzi, il brano Come fosse già: la canzone è interpretata da Armanda De Scalzi, nipote del musicista. La sigla di apertura è invece il brano My Name Is Rex di Mario Biondi.